# 悪の寓話
『悪の寓話』（あくのぐうわ、Favolacce）は2020年のイタリア・スイスのドラマ映画。
監督はディンノチェンツォ兄弟、出演はエリオ・ジェルマーノとバルバラ・キキアレッリなど。
とりたてて変わったことはなさそうな日常が徐々に壊れていくさまを描いた群像劇。
2020年2月に開催された第70回ベルリン国際映画祭で最優秀脚本賞を受賞。
日本では2021年5月から6月まで開催された「イタリア映画祭2021」で劇場公開された他、オンライン配信された。

## ストーリー
少女が書いた日記を古紙の収集所で見つけた語り手が、未完のまま捨てられた日記の内容から着想を得て作った物語を自ら語る形で構成されているが、どこまでが真実でどこからがフィクションかは敢えて明らかにしていない。
ローマの郊外で暮らすプラチド家とローザ家は、家族ぐるみの付き合いがあり、両家ともにごく平凡な中流家庭に見えるが、付き合いは表面的で本音のところでは互いを馬鹿にしている。また、両家の夫婦はどちらも自分の子供たちに対しては無関心で、子供たちはそんな親たちに対して諦めを感じている。
一方、グエリーニ家は貧しい父子家庭で、父アメリオは学も生活力もないが、息子ジェレミアを純粋に愛している。
そんなある日、ジェレミアの部屋とプラチド家の長男デニスの部屋から手製の爆弾が見つかる騒ぎが起きる。この事態に、アメリオはジェレミアとともに町を出て従兄のもとで再出発することを決める。一方のプラチド家の両親は何事もなかったかのように過ごそうとするが、両親の仲を訊ねたデニスを父ブルーノは異常なまでに激しく暴行する。
子供たちに爆弾の作り方を教えたとして、ベルナルディーニ先生は学校を辞めさせられるが、その日の授業は予定通りに行われる。
早朝、デニスと妹アレッシアは早起きし、ダイニングで手を取り合って服毒自殺する。
また、ローザ家の1人娘ヴィオラも自殺する。
毒薬はベルナルディーニ先生が最後の授業で教えたもので、他にも服毒自殺した子供がいる可能性が示唆される。
語り手は日記に書かれているのがここまでだったことを告げる。そして、希望のない暗い話をしたことを悔やみ、初めから語り直す。
アメリオとジェレミアが従兄の家に到着した夜、アメリオと従兄が観ていたテレビで、デニスがかつて性的関心を抱いた若い妊婦が、出産した赤ん坊とその父親とともに無理心中したことが報道される。その報道内容は物語の冒頭でプラチド家が観ていたニュース番組と同じである。

## キャスト
プラチド家
- ブルーノ: エリオ・ジェルマーノ
- ダリラ: バルバラ・キキアレッリ（イタリア語版）
- デニス: トンマーゾ・ディ・コーラ - 長男。オール10の優等生。
- アレッシア: ジュリエッタ・レベッジャーニ - デニスの妹。優等生。日記を書いた本人。

ローザ家
- ピエトロ: マックス・マラテスタ
- スザンナ: クリスティーナ・ペッレグリーノ
- ヴィオラ: ジュリア・メリーロ - 大人しい少女。

グエリーニ家
- アメリオ: ガブリエル・モンテージ（イタリア語版）
- ジェレミア: ジャスティン・コロフキン - 極端に内気な少年。

その他
- ヴィルマ・トンマージ: イレアナ・ダンブラ - 若い妊婦。
- ベルナルディーニ先生: リノ・ムゼッラ（イタリア語版） - デニスたちに爆弾や毒薬について教える。

## 封切り
2020年2月に開催された第70回ベルリン国際映画祭で初上映された。
当初は2020年4月16日に劇場公開される予定だったが、新型コロナウイルスによるパンデミックのため、同年5月11日からビデオ・オン・デマンドで配信されることになった。

## 作品の評価

### 映画批評家によるレビュー
Rotten Tomatoesによれば、17件の評論のうち高評価は47%にあたる8件で、平均点は10点満点中6.6点となっている。
Metacriticによれば、9件の評論のうち、高評価は6件、賛否混在は3件、低評価はなく、平均点は100点満点中60点となっている。

### 受賞歴
| 賞                                   | 部門                           | 対象 | 結果       |
| ------------------------------------ | ------------------------------ | --- | ---------- |
| 第70回ベルリン国際映画祭             | 銀熊賞（脚本賞）               | ディンノチェンツォ兄弟 | 受賞       |
| 第66回ダヴィッド・ディ・ドナテッロ賞 | 作品賞                         | | ノミネート |
| 第66回ダヴィッド・ディ・ドナテッロ賞 | 監督賞                         | ディンノチェンツォ兄弟 | ノミネート |
| 第66回ダヴィッド・ディ・ドナテッロ賞 | オリジナル脚本賞               | ディンノチェンツォ兄弟 | ノミネート |
| 第66回ダヴィッド・ディ・ドナテッロ賞 | プロデューサー賞               | アゴスティーノ・サッカ、ジュゼッペ・サッカ（ペピート・プロダクションズ、ライ・チネマ）、Amka Films Productions、ヴィジョン・ディストリビューション、QMI | ノミネート |
| 第66回ダヴィッド・ディ・ドナテッロ賞 | 助演女優賞                     | バルバラ・キキアレッリ | ノミネート |
| 第66回ダヴィッド・ディ・ドナテッロ賞 | 助演男優賞                     | ガブリエル・モンテージ | ノミネート |
| 第66回ダヴィッド・ディ・ドナテッロ賞 | 助演男優賞                     | リノ・ムゼッラ | ノミネート |
| 第66回ダヴィッド・ディ・ドナテッロ賞 | 撮影賞                         | パオロ・カルネラ | ノミネート |
| 第66回ダヴィッド・ディ・ドナテッロ賞 | 美術賞                         | パオロ・ボンフィーニ、パオラ・ペラロ、エミータ・フリガート、エリカ・アベルサ                                                                            | ノミネート |
| 第66回ダヴィッド・ディ・ドナテッロ賞 | ヘアメイク賞                   | ダニエーレ・フィオーリ | ノミネート |
| 第66回ダヴィッド・ディ・ドナテッロ賞 | 編集賞                         | エズメラルダ・カラブリア | 受賞       |
| 第66回ダヴィッド・ディ・ドナテッロ賞 | 音響賞                         | | ノミネート |
| 第66回ダヴィッド・ディ・ドナテッロ賞 | ヤング・ダヴィッド賞           | | ノミネート |
| 第75回ナストロ・ダルジェント賞       | 作品賞                         | | 受賞       |
| 第75回ナストロ・ダルジェント賞       | 監督賞                         | ディンノチェンツォ兄弟 | ノミネート |
| 第75回ナストロ・ダルジェント賞       | プロデューサー賞               | アゴスティーノ・サッカ、ジュゼッペ・サッカ、マリア・グラツィア・サッカ、ライ・チネマ、ヴィジョン・ディストリビューション                                | 受賞       |
| 第75回ナストロ・ダルジェント賞       | 脚本賞                         | ディンノチェンツォ兄弟 | 受賞       |
| 第75回ナストロ・ダルジェント賞       | 助演女優賞                     | バルバラ・キキアレッリ | ノミネート |
| 第75回ナストロ・ダルジェント賞       | 撮影賞                         | パオロ・カルネラ | 受賞       |
| 第75回ナストロ・ダルジェント賞       | 美術賞                         | エミータ・フリガート、パオラ・ペラロ | ノミネート |
| 第75回ナストロ・ダルジェント賞       | 衣裳賞                         | マッシモ・カンティーニ・パリーニ | 受賞       |
| 第75回ナストロ・ダルジェント賞       | 編集賞                         | エズメラルダ・カラブリア | ノミネート |
| 第75回ナストロ・ダルジェント賞       | キャスティング・ディレクター賞 | ガブリエラ・ジャンナッタジオ、ダヴィデ・ツローロ | ノミネート |